# Ashantie Carr
Ashantie Carr (* 27. März 1999) ist eine Leichtathletin aus Belize, die im Weit- und Dreisprung an den Start geht.

## Sportliche Laufbahn
Erste internationale Erfahrungen sammelte Ashantie Carr im Jahr 2017, als sie bei den Zentralamerikameisterschaften in Managua mit 11,82 m den vierten Platz im Dreisprung belegte und mit der belizischen 4-mal-400-Meter-Staffel in 4:01,32 min die Bronzemedaille gewann. Im Jahr darauf belegte sie bei den Zentralamerikameisterschaften in Guatemala-Stadt mit 5,15 m den siebten Platz im Weitsprung und gelangte im Dreisprung mit 12,08 m auf Rang vier. 2020 gewann sie bei den Zentralamerikameisterschaften in San José in 22,99 s die Silbermedaille im 100-Meter-Hürdenlauf und sicherte sich mit 11,86 m die Bronzemedaille im Dreisprung. Zudem gewann sie mit der 4-mal-100-Meter-Staffel mit 48,36 s die Silbermedaille. 2022 schied sie bei den Commonwealth Games in Birmingham mit 5,54 m in der Qualifikationsrunde aus und anschließend gelangte sie bei den NACAC-Meisterschaften in Freeport mit 5,53 m auf Rang neun. Im Jahr darauf belegte sie bei den Panamerikanischen Spielen in Santiago de Chile mit 5,89 m den achten Platz im Weitsprung.

## Persönliche Bestleistungen
- Weitsprung: 5,89 m (+0,6 m/s), 30. Oktober 2023 in Santiago de Chile
- Dreisprung: 12,12 m (−0,8 m/s), 3. Juni 2018 in San Salvador